# Ferriere (gemeente)
Ferriere is een gemeente in de Italiaanse provincie Piacenza (regio Emilia-Romagna) en telt 1823 inwoners (31-12-2004). De oppervlakte bedraagt 179,5 km², de bevolkingsdichtheid is 11 inwoners per km².

## Demografie
Ferriere telt ongeveer 1082 huishoudens. Het aantal inwoners daalde in de periode 1991-2001 met 24,9% volgens cijfers uit de tienjaarlijkse volkstellingen van ISTAT.
| Jaar | Inwoneraantal |
| ---- | ------------- |
| 1991 | 2675          |
| 2001 | 2010          |

## Geografie
De gemeente ligt op ongeveer 626 m boven zeeniveau.
Ferriere grenst aan de volgende gemeenten: Bardi (PR), Bedonia (PR), Cerignale, Coli, Corte Brugnatella, Farini, Ottone, Rezzoaglio (GE), Santo Stefano d'Aveto (GE).

## Geboren
- Antonio Lanfranchi (1946-2015), geestelijke en aartsbisschop

Agazzano · Alseno · Alta Val Tidone · Besenzone · Bettola · Bobbio · Borgonovo Val Tidone · Cadeo · Calendasco · Caorso · Carpaneto Piacentino · Castel San Giovanni · Castell'Arquato · Castelvetro Piacentino · Cerignale · Coli · Corte Brugnatella · Cortemaggiore · Farini · Ferriere · Fiorenzuola d'Arda · Gazzola · Gossolengo · Gragnano Trebbiense · Gropparello · Lugagnano Val d'Arda · Monticelli d'Ongina · Morfasso · Ottone · Piacenza · Pianello Val Tidone · Piozzano · Podenzano · Ponte dell'Olio · Pontenure · Rivergaro · Rottofreno · San Giorgio Piacentino · San Pietro in Cerro · Sarmato · Travo · Vernasca · Vigolzone · Villanova sull'Arda · Zerba · Ziano Piacentino
- Gemeinsame Normdatei: 1074555031
- Virtual International Authority File: 316876314
- WorldCat: E39PBJppxbFrfwW9VPXXkQryVC

1. ↑  https://demo.istat.it/?l=it.